# Cojoba bahorucensis
Cojoba bahorucensis är en ärtväxtart som beskrevs av R.G.Garcia. Cojoba bahorucensis ingår i släktet Cojoba, och familjen ärtväxter. Inga underarter finns listade i Catalogue of Life.